# União Europeia de Ginástica
A União Europeia de Ginástica (sigla: UEG), formada por 47 federações filiadas, é a federação que rege as modalidades de ginástica em todo o continente europeu e que responde diretamente à Federação Internacional de Ginástica (sigla: FIG).
Em junho de 2021, o presidente da federação, Farid Gayibov, estava sendo investigado por sua estreita associação com Kamran Ramazanov, CEO da empresa de TI azeri SmartScoring. Em 2017, Gayibov assinou um contrato de serviço em nome da União Europeia de Ginástica com o SmartScoring para fornecer pontuação ao vivo e serviços de transmissão de vídeo para certas competições europeias de ginástica em meio aos protestos de várias federações membros da federação. Apesar de milhões de dólares em financiamento, o SmartScoring forneceu uma cobertura ruim das rodadas de qualificação do Campeonato Europeu de Ginástica Artística de 2021 em Basileia, Suíça e do Campeonato Europeu de Ginástica Rítmica de 2021 em Varna na Bulgária. Apesar de qualquer feedback dos clientes, em 3 de junho de 2021, a Gayibov estendeu o contrato da União Europeia de Ginástica com o SmartScoring até 2023.
Após a invasão russa da Ucrânia em 2022, a Federação Internacional de Ginástica (FIG) proibiu atletas e oficiais russos, incluindo juízes. Também anunciou que "todos os eventos da FIG World Cup e World Challenge Cup planejados para ocorrer na Rússia... Estão cancelados, e nenhum outro evento da FIG será alocado para a Rússia ...até novo aviso". A FIG também baniu a bandeira russa em seus eventos.